# Электроника МК-152
Электроника МК-152, Электроника МК-152М — портативный программируемый микрокалькулятор, повторяющий и расширяющий систему команд советских программируемых микрокалькуляторов МК-52 и МК-61. Разработан в 2007 году НПП «Семико» в Новосибирске. В 2011 году выпущена модификация «Электроника МК-152М» с клавиатурой другого типа.
Первоначальная цена устройства составляла 6200 рублей, внешнего электронного диска — 280 рублей. В 2017 году МК-152 стоил 14200 рублей.
В марте 2009 года был выпущен портативный вариант ЭКВМ, называющийся «Электроника МК-161». В феврале 2012 года был выпущен портативный вариант ЭКВМ с внешним низковольтным источником питания. Этот вариант получил название «Электроника МК-163». В отличие от «Электроника МК-161», «Электроника МК-163» не имеет встроенных АЦП и литий-ионного аккумулятора. Цена устройства в 2012 году — 2300 рублей.

## Технические характеристики
- Объём памяти программы: 10000 байт
- Объём регистровой памяти: 1000 десятичных чисел с 12 разрядами мантиссы и 2 разрядами порядка, 7168 байт
- Внутренний электронный диск на 524288 байт с файловой системой, имеющей иерархическую структуру каталогов
- Электронный блокнот: 65536 десятичных чисел
- Разрешение графического экрана — 128 x 64
- 3 программируемых таймера, один из которых может использоваться для генерации звука
- автономные часы реального времени
- Время выполнения команд:
  - Арифметических — 0,5 мс (2000 оп/с)
  - Извлечение квадратного корня — 2,0 мс (500 оп/с)
  - «Нет операции» — 50 мкс (20000 оп/с)
- Интерфейсы:
  - Последовательный порт Стык С2 (RS-232C)
  - Параллельный порт (Centronics)
  - Собственный интерфейс для подключения внешнего электронного диска и других внешних устройств
- Габаритные размеры: 250 × 180 × 75 мм
- Масса не более 0,9 кг
- Максимальная потребляемая мощность (без внешних устройств) не более 5 Вт.
- Возможность обновлять прошивку через последовательный порт, для исправления ошибок и добавления новых возможностей
- Развитая система прерываний (от внешних устройств, таймера, нажатия и отпускания клавиш и т. д.)[источник не указан 2734 дня]

## Применение
ЭВМ может использоваться как настольный «микрокалькулятор» для сложных расчётов (заменяя Электронику МК-52, для которой накоплено достаточно много программ). Кроме того, ЭКВМ может использоваться как промышленный контроллер, измерительный прибор, регистратор.

## Отличия от МК-61/52
Система команд намеренно сделана сходной с МК-61 и МК-52. В советское время накопилось много интересных игровых и расчётных программ для этих калькуляторов. Однако ЭКВМ не повторяет их архитектуру, а проводит неполную эмуляцию, и несколько команд изменены.
- Выбраны удачные надписи на клавишах: одни обозначения взяты из МК-61 (например, В↑), другие из Б3-34 (например, ИП, arcsin), для некоторых команд введены новые обозначения (например, МС→Г).
- Изменены команды битовых операций. Теперь они просто работают с числами 0…255: NOT 1 = 254. В ПМК они использовались для лабиринтных игр и генерации нестандартных сообщений.
- В ПМК команда max не трогала регистр Y, но записывала в регистр X максимальное из двух, что не всегда удобно. В ЭКВМ команда max меняет местами содержимое регистров X и Y, если X < Y.
- Не поддерживается большая часть еггогологии, побочные ветви, команды 3D/3E, недокументированное поведение клавиши «запятая».
- В ПМК команда СЧ замещала регистр X, а генератор случайных чисел был примитивным. В ЭКВМ она поднимает стек и использует проверенный генератор с энергонезависимой памятью.
- Команды К− и подобные (вызывающие сообщение ЕГГОГ), а также ручной останов клавишей С/П больше не пропускают одну команду.
- Все команды одинаково ведут себя при исполнении программы (С/П) и пошаговом прогоне (ПП).
- Изменена работа команд косвенной адресации и L0…L3, если в регистре отрицательное или большое число.
- Новые двухбайтовые команды РК ИП ## не изменяют автоинкрементных/автодекрементных регистров. Это упрощает перенос программ для Б3-34, включающих недокументированные команды КИП↑, КП↑.